# Jan Pańczakiewicz
Jan Józef Bronisław Pańczakiewicz ps. „Błyskawica”, „Emil”, „Grzegorz”, „Skała”, „Sylwester”, „Ziemowit” (ur. 27 listopada 1907 w Kolbuszowej Górnej, zm. 21 kwietnia 1968 w Kołobrzegu) – polski wojskowy i urzędnik, działacz spółdzielczy, w okresie II wojny światowej oficer Armii Krajowej, szef Kedywu Okręgu Kraków, organizator i dowódca Samodzielnego Batalionu Partyzanckiego „Skała”. Kawaler Orderu Virtuti Militari.

## Życiorys
Był synem Jana i Wandy z Zaleskich. W 1928 roku złożył egzamin dojrzałości w Gimnazjum im. Kazimierza Morawskiego w Przemyślu. Rok później rozpoczął studia medyczne na Uniwersytecie Jagiellońskim, w 1930 roku przeniósł się na Wydział Filologii Polskiej, który ukończył w 1935 roku. Po odbytej służbie wojskowej uzyskał stopień porucznika rezerwy. Do wybuchu wojny pracował jako inspektor Izby Skarbowej w Krakowie, był działaczem między innymi Ligi Morskiej i Kolonialnej, Ligi Obrony Powietrznej i Przeciwgazowej, Związku Strzeleckiego, Polskiego Czerwonego Krzyża.
Zmobilizowany we wrześniu 1939 roku jako oficer 17 pułku piechoty, uczestniczył w wojnie obronnej jako dowódca kompanii w 155 pułku piechoty. Był ranny. Po rozwiązaniu jednostki wrócił spod Krosna do Krakowa. Wstąpił do Organizacji Orła Białego, od 1940 roku był żołnierzem Związku Walki Zbrojnej jako komendant Obwodu Kraków. Zdekonspirowany i zagrożony aresztowaniem wyjechał do Centralnego Okręgu Przemysłowego, gdzie zorganizował siatkę dywersyjno-sabotażową. Po powrocie do Krakowa, od jesieni 1942 był oficerem operacyjnym Kedywu, od maja 1943 zastępcą szefa, a od maja 1944 roku szefem Kedywu Okręgu AK Kraków. Był współorganizatorem i dowódcą Samodzielnego Batalionu Partyzanckiego „Skała”, na czele którego stoczył kilka bitew i potyczek z Niemcami, w tym pod Złotym Potokiem 11 września 1944 roku. W listopadzie został awansowany do stopnia majora rezerwy. Po rozwiązaniu oddziału ukrywał się w Boronicach. Po wkroczeniu wojsk radzieckich powrócił do Krakowa.
W kwietniu 1945 roku został aresztowany i do września osadzony w więzieniu przy Montelupich. Później był członkiem Komisji Likwidacyjnej dla AK na Obszar Południowy. Wyjechał jako osadnik wojskowy do podwrocławskiej gminy Sobótka, gdzie prowadził gospodarstwo rolne. Był również działaczem Polskiej Partii Socjalistycznej i kierownikiem „Samopomocy Chłopskiej”. W 1948 roku został usunięty z PPS i zmuszony do wyjazdu z Sobótki. Zamieszkał w Warszawie, gdzie działał w spółdzielczości, między innymi w latach 1961–1964 w Centralnym Związku Spółdzielczości Pracy. Był członkiem Dzielnicowej Rady Narodowej Warszawa-Mokotów. W 1967 roku zrezygnował z pracy z powodu choroby serca.
Był odznaczony Krzyżem Srebrnym Orderu Virtuti Militari, Krzyżem Walecznych (dwukrotnie) oraz Srebrnym i Złotym Krzyżem Zasługi z Mieczami.
Zmarł w 1968 roku w Kołobrzegu, gdzie przebywał w sanatorium. Został pochowany na Cmentarzu Komunalnym na Powązkach (kwatera B18-1-7).